# Metroul din Salonic
Metroul din Salonic este o rețea de metrou ce deservește orașul Salonic din Grecia. Prima linie fost deschisă pe 30 noiembrie 2024, după 18 de ani de lucrări. Întârzierile au fost cauzate de descoperirile arheologice de pe traseu, dar și de criza financiară a Greciei din anii 2010.
Prima linie unește gara din Salonic de Nea Elvetia, în estul orașului. A doua linie, ale căror lucrări au început în 2013 și sunt programate să se termine în mai 2025, extinde linia cu încă 5 stații, până în Kalamaria.